# Louis Charles Armand Fouquet de Belle-Isle

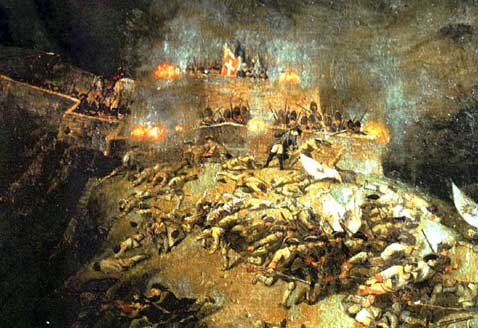
Chevalier de Belle-Isles död.

Louis Charles Armand Fouquet de Belle-Isle, född 19 september 1693 i Agde, död 19 juli 1747, var en fransk greve, bekant under namnet chevalier de Belle-Isle. Han var sonson till Nicolas Fouquet, markis de Belle-Isle och bror till Charles Louis Auguste Fouquet, hertig de Belle-Isle.
Belle-Isle utmärkte sig på slagfältet och i diplomatin. Han stupade som generallöjtnant under ett försök att intränga i Piemonte.